# Sara Sayifwanda
Sara Sayifwanda (* 16. Januar 1963)  ist eine sambische Politikerin.
Sayifwanda sitzt für den Wahlkreis Zambezi-Ost in der Nationalversammlung Sambias. Sie leitete seit Oktober 2006 das Büro des Präsidenten Levy Mwanawasa und ist Ministerin für Gleichberechtigung, ein Ressort, das zuvor nur eine Abteilung im Kabinettsbüro war, der ein stellvertretender Minister vorstand. Angesichts der Doppelfunktion von Sayifwanda scheint sich das nur formal geändert zu haben.